# Victoriano Salado Álvarez
Victoriano Salado Álvarez  (Teocaltiche, Jalisco; 30 de septiembre de 1867 - Ciudad de México, 13 de octubre de 1931) fue un periodista, escritor, historiador, diplomático, filólogo y académico mexicano.  Perteneció a la corriente filosófica del positivismo y al grupo de Los Científicos durante los últimos años del Porfiriato.

## Semblanza biográfica
Hizo sus primeros estudios en su pueblo natal, obtuvo el título de abogado en 1890 en la Escuela de Jurisprudencia de Guadalajara.  Se trasladó a la Ciudad de México en donde colaboró como articulista de periódicos y revistas. Paralelamente impartió cátedra en la Escuela Nacional Preparatoria.  Trabajó en el servicio diplomático durante los últimos años del porfiriato; en 1907 fue designado secretario de la Embajada en Washington D. C. En 1909 regresó a la Ciudad de México y fue subsecretario de Relaciones; llegó a estar al frente de la Cancillería como encargado de despacho en 1911, cuando Francisco León de la Barra asumió la presidencia interina de México. Fue ministro en El Salvador y en Guatemala. En 1914 era ministro en Brasil cuando, al enterarse de la caída del gobierno de Victoriano Huerta —y saber que era considerado adversario de la Revolución mexicana—, decidió pedir licencia para abandonar el puesto "por motivos familiares", el 2 de septiembre.
A partir de entonces vivió exiliado de forma intermitente, en España de 1914 a 1919 y en Estados Unidos de 1919 a 1921. Regresó a la Ciudad de México, donde vivió hasta 1923, cuando se exilió por un corto periodo en San Francisco para volver a vivir en México en 1927. Volvió otra vez al exilio en San Francisco de 1927 a 1929  y regresó de forma definitiva a México en 1929.  Colaboró con los periódicos Excélsior y El Universal, pero sus entregas periodísticas se publicaron en El Correo de Jalisco, La República Literaria, El Imparcial, La Opinión, La Prensa de San Antonio, y Diario de Yucatán.
Fue nombrado miembro de número de la Academia Mexicana de la Lengua en 1901 para ocupar la silla X; sin embargo, su discurso de entrada, "Mexicanismos supervivientes en el inglés de Norteamérica", no sería leído hasta el 7 de septiembre de 1923; fue secretario de la institución de 1925 a 1931. También fue miembro de número de la Academia Mexicana de la Historia, donde ocupó el sillón número 3 de 1930 a 1931.

## Obras publicadas
- De mi cosecha, colección de estudios críticos literarios de la tradición nacionalista frente al modernismo, en 1899.
- De autos, colección de cuentos, en 1901.
- Episodios nacionales mexicanos, novela histórica dividida en dos partes:

Santa Anna a la Reforma, publicada en tres volúmenes en 1902.
La intervención y el imperio, publicada en cuatro volúmenes de 1903 a 1906.
- México peregrino, título con el que se publicó su discurso de ingreso a la Academia Mexicana de la Lengua en 1924.
- Memorias de Victoriano Salado Álvarez, las comenzó a escribir en 1929, fueron publicadas en dos partes:

Tiempo viejo, comprende la época desde su nacimiento hasta el fin del siglo XIX.
Tiempo nuevo, comprende la época de 1901 a 1910.
- La vida azarosa y romántica de don Carlos María de Bustamante, publicación póstuma de 1933.